# HMS Starling (U66)
«Старлінг» (англ. HMS Starling (U66) — військовий корабель, шлюп типу «Модифікований Блек Свон» Королівського військово-морського флоту Великої Британії за часів Другої світової війни.
Корабель взяв активну участь у бойових діях на морі в Другій світовій війні, бився у Північній Атлантиці, біля берегів Франції, Англії та Норвегії, супроводжував арктичні та атлантичні конвої і підтримував висадку військ в операції «Нептун». Найефективніший корабель Королівського флоту Великої Британії у боротьбі з підводними човнами противника, за два роки бойових дій узяв участь у знищенні 14 німецьких субмарин, які потопив або власноруч, або у взаємодії з британськими кораблями та літаками.
За проявлену мужність та стійкість у боях бойовий корабель заохочений чотирма бойовими відзнаками.

## Історія створення
Шлюп «Старлінг» був закладений 21 жовтня 1941 року на верфі компанії Fairfield Shipbuilding and Engineering Company у Говані. 14 жовтня 1942 року він був спущений на воду, а 1 квітня 1943 року увійшов до складу Королівських ВМС Великої Британії.

## Історія
У квітні 1943 року після введення до строю «Старлінг» увійшов до складу 2-ї групи підтримки Командування Західних підходів під командуванням капітана Ф. Дж. Волкера. Флотилія мала у своєму складі шість шлюпів, які виконування завдання з вільного полювання на U-Boot, де б їх не знайшли. Іншими кораблями групи були «Сігнет», «Кайт», «Вайлд Гус», «Вудпеккер» і «Врен».
У травні «Старлінг» вийшов у перший патруль, але він пройшов безрезультатно. 1 червня 1943 року корабель здобув перший успіх, коли було виявлено перший підводний човен, на який почала полювання група. Протягом 15-годинного періоду протичовнові кораблі виявили, відстежили та знищили U-202, це стало найдовшим полюванням у битві за Атлантику на той час.
Після повернення в Ліверпуль, «Старлінг» разом з іншими кораблями 2-ї групи підтримки флотилії були виділені на «операцію Машкетрі», спроба спільно з патрульними літаками Берегового командування Королівських ПС перервати транзитні маршрути німецьких підводних човнів через Біскайську затоку. 24 червня 1943 року група успішно знищила два підводні човні Крігсмаріне; «Старлінг» знищив південніше мису Фаревел U-119, але дістав пошкоджень, коли шлюп протаранив U-Boot. Корабель був змушений повернутися до Британії для ремонту.
У жовтні «Старлінг» повернувся до групи і відразу узяв участь у битві за конвої ON 207. Ніяких успіхів корабель не здобув, хоча в бойових діях по захисту конвою авіацією та кораблями ескорту було знищено три ворожі субмарини (U-274, U-420 і U-282), і не втрачено жодного судна чи корабля.
У листопаді 1943 року шлюп у складі групи залучався до захисту конвою HX 264, де були затоплені ще два човни, U-226 та U-842.
У грудні, при ескортуванні конвоїв SL 140/MKS 31, «Старлінг» атакував та пошкодив U-843, змусивши його відмовитися від подальших спроб атакувати.
У січні 1944 року, підтримуючи конвой SL 147/MKS 38, шлюп взяв участь у знищенні U-592. У лютому він взяв участь у відомому епізоді битви «шість за один похід», де 2-га група підтримки знищили шість човнів за два тижні. «Старлінг» був залучений у знищення чотирьох із них; 31 січня — U-592, 9 лютого — U-734 та U-238 та 19 лютого — U-264.
У березні 1944 року корабель у супроводі ескортного авіаносця «Віндекс» розшукали та знищили U-653, який виконував завдання з метеорологічної розвідки погоди у Північній Атлантиці. Пізніше того ж місяця, підтримуючи мурманський конвой JW 58, «Старлінг» зустрів і знищив U-961 у північних водах Атлантики. Більше він успіху у нього не було, хоча при відбитті атак на JW 58 було знищено три U-Boot (U-961, U-355 і U-288).
У травні група відповіла на атаку U-473 американського есмінця «Доннел». Після триденного пошуку 2-га група вийшла на контакт і протягом 18 годин переслідувала німецьку субмарину, урешті-решт змусивши спливти її на поверхню, де U-473 була знищена артилерійським вогнем.
У червні «Старлінг» входив до складу морського компоненту, що забезпечував безпеку проведення операції «Нептун» у Нормандії та сприяв запобіганню будь-яких атак на флот вторгнення. За цей час було знищено 15 німецьких ПЧ при їхніх спробах атакувати флот вторгнення, хоча «Старлінг» не записав на свій рахунок жодного човна.
У липні «Старлінг» отримав найсильніший удар, коли капітан Ф. Д. Вокер помер від мозкового крововиливу, спричиненого перевтомою та виснаженням.
У серпні 1944 року «Старлінг» під командуванням нового командира провели разом з іншими шлюпами флотилії успішний рейд до Біскайської затоки, де були знищені чотири німецькі ПЧ. «Старлінг» залучався до знищення трьох з них: U-333, U-736 і U-385.
У вересні шлюп перевели до 22-ї ескортної групи, але підводна війна німецьких субмарин змінила характер, і «Старлінг» не мав подальших успіхів. Основною ідеєю кампанії стало полювання на одиноких рейдерів, що діяли у мілководних прибережних водах, де німецькі човни могли сховатися серед уламків на морському дні. Полювання на цих «самотніх вовків» було повільною і виснажливою справою, хоча втрати торгових суден були зведені до мінімуму.
У січні 1945 року «Старлінг» з кораблями 22-ї групи напав на багатообіцяючу ціль у Північному каналі: їм було зараховано після перевірки німецьких записів у післявоєнний період знищення U-482. Однак, у 1991 році було з'ясовано, що цей напад не призвів до знищення німецького підводного човна; вважалося, що напад був націлений на інший об'єкт.
Із закінченням війни у Європі «Старлінг» був переведений до Тихого океану, але на той час війна знову закінчилася. У вересні 1945 року шлюп був виведений зі складу бойових сил флоту, а в жовтні пішов до резерву.

## Список потоплених ПЧ
«Старлінг» узяв участь у знищенні 14 німецьких підводних човнів:
| Дата             | U-Boot | Тип         | Координати | Прим. |
| ---------------- | ------ | ----------- | --- | --- |
| 2 червня 1943    | U-202  | типу VIIC   | Північна Атлантика 56°12′ пн. ш. 39°52′ зх. д. / 56.200° пн. ш. 39.867° зх. д.                                      | потоплений глибинними бомбами та вогнем гармат «Старлінга».                                                 |
| 24 червня 1943   | U-119  | типу XB     | Північна Атлантика, північно-західніше мису Ортегаль 44°59′ пн. ш. 12°24′ зх. д. / 44.983° пн. ш. 12.400° зх. д.    | потоплений артилерійським вогнем, протаранений «Старлінгом»                                                 |
| 6 листопада 1943 | U-226  | VIIC        | Північна Атлантика, на схід від Кейп-Рейс 44°49′ пн. ш. 41°13′ зх. д. / 44.817° пн. ш. 41.217° зх. д.               | потоплений глибинними бомбами «Старлінга», «Вудкука» і «Кайта».                                             |
| 6 листопада 1943 | U-842  | типу IXC/40 | Північна Атлантика 43°42′ пн. ш. 42°08′ зх. д. / 43.700° пн. ш. 42.133° зх. д.                                      | потоплений глибинними бомбами «Старлінга» у взаємодії з «Вайлд Гус».                                        |
| 31 січня 1944    | U-592  | VIIC        | Північна Атлантика, південно-західніше мису Клір-Айленд 50°20′ пн. ш. 17°29′ зх. д. / 50.333° пн. ш. 17.483° зх. д. | потоплений глибинними бомбами «Старлінга», «Вайлд Гус» і «Мегпай».                                          |
| 9 лютого 1944    | U-734  | VIIC        | Атлантика 49°43′ пн. ш. 16°23′ зх. д. / 49.717° пн. ш. 16.383° зх. д.                                               | потоплений глибинними бомбами у результаті спільних дій «Старлінга» з «Вайлд Гус».                          |
| 9 лютого 1944    | U-238  | VIIC        | Атлантика, південно-західніше мису Клір-Айленд 49°44′ пн. ш. 16°07′ зх. д. / 49.733° пн. ш. 16.117° зх. д.          | потоплений глибинними бомбами і бомбометів «Хеджхог» «Кайта», «Мегпай» і «Старлінга».                       |
| 19 лютого 1944   | U-264  | VIIC        | Північна Атлантика 48°31′ пн. ш. 22°05′ зх. д. / 48.517° пн. ш. 22.083° зх. д.                                      | потоплений глибинними бомбами «Вудпеккер» і «Старлінга».                                                    |
| 15 березня 1944  | U-653  | VIIC        | Північна Атлантика 53°46′ пн. ш. 24°35′ зх. д. / 53.767° пн. ш. 24.583° зх. д.                                      | виявлений «Сордфішем» A/825 авіаносця «Віндекс», потоплений глибинними бомбами і «Старлінга» з «Вайлд Гус». |
| 29 березня 1944  | U-961  | VIIC        | Атлантика, північніше Фарерських островів 64°31′ пн. ш. 03°19′ зх. д. / 64.517° пн. ш. 3.317° зх. д.                | потоплений глибинними бомбами «Старлінга» і «Мегпай».                                                       |
| 6 травня 1944    | U-473  | VIIC        | Атлантика, західніше мису Клір-Айленд 49°29′ пн. ш. 21°22′ зх. д. / 49.483° пн. ш. 21.367° зх. д.                   | потоплений глибинними бомбами «Старлінга», «Врен» і «Вайлд Гус».                                            |
| 31 липня 1944    | U-333  | VIIC        | Ла-Манш, західніше архіпелагу Сіллі 49°39′ пн. ш. 07°28′ зх. д. / 49.650° пн. ш. 7.467° зх. д.                      | потоплений глибинними бомбами «Старлінга» і фрегата «Лох Кіллін».                                           |
| 6 серпня 1944    | U-736  | VIIC        | Атлантика, західніше Сен-Назера 47°19′ пн. ш. 04°16′ зх. д. / 47.317° пн. ш. 4.267° зх. д.                          | потоплений глибинними та бомбами «Сквод» «Старлінга» і фрегата «Лох Кіллін».                                |
| 11 серпня 1944   | U-385  | VIIC        | Біскайська затока, західніше Ла-Рошелі 46°16′ пн. ш. 02°45′ зх. д. / 46.267° пн. ш. 2.750° зх. д.                   | потоплений глибинними бомбами «Старлінга» і літака Sunderland з P/461.                                      |